# Історія Франції
Франція — одна з найбільших країн Європи та Західної Європи зокрема. В доісторичні часи її населяли різноманітні племена та народи, зокрема такі як лігури, аквітани. Починаючи з 3 — го тис. до н. е. зі сходу на її землі почали проникати племена індоєвропейської мовної сім'ї. Представники цієї сім'ї — кельти в 6 — 5 ст. до н. е. завершили переважно завоювання території сучасної Франції. Відтоді вона мала назву Галлія. Край пануванню кельтів поклало римське завоювання в 1 ст. до н. е. на чолі з Юлієм Цезаром. В результаті змішування мови місцевого населення з латинською мовою римлян виникла мова романської групи, яка зараз зветься французька мова. Під час розпаду Західної Римської імперії Галлію завоювали германські племена, найсильнішими з яких виявились франки. Від їх назви Галлію почали називати також і Францією. Як держава і нація Франція остаточно сформувалась у середні віки. З приходом нового часу Франція стала також великою колоніяльною державою. Сучасний політичний устрій Франції сформувала Французька революція.

## Давні часи
Поява першої людини на території сучасної Франції датується періодом Середнього палеоліту (40000 — 90000 років тому).
Перших мешканців змінили в Кам'яну добу кроманьйонці, які з'явилися приблизно 25000 років тому і своєю чергою були витіснені 16000 років опісля людьми епохи неоліту. Кремнієві наконечники і знаряддя праці замінені на залізні, коли між 1500 і 500 рр. до н.е. з'явилися кельтські племена.

## Середньовіччя
Середньовіччя ознаменувалося нескінченними битвами за владу між франкськими династіями.
406 р. — початок вторгнення германських племен. Територія залишалася під владою римлян до 5 ст. н. е., коли франки та інші німецькі племена завоювали регіон.
497 р. — утворення Франкської держави. Середні віки ознаменувалися нескінченними битвами за владу між франкськими династіями.
Карл І Великий правив з 768 по 814 рік і припинив розбрат, значно розширивши кордони свого королівства, а у 800 році зажадав корону Священної Римської Імперії.
843 р. — у складі Західно-Франкського королівства.
987 р. — одержала трон Капетіанська династія у Західно-Франкського королівства, яке стало Францією.
XI ст. — настав час відродження і процвітання наук, попри триваючі війни з Англією. У цей же час країна втягнута в Хрестові походи — священну війну, яку веде Церква з нехристиянськими народами Сходу.
Назва «Франція» згадується з ХІ ст. Вона походить від латинського Regnum Francorum — «Королівство Франків». Французькі королі ІХ-XIV ст.ст. часто отримували прізвиська, які характеризували їх правління або особу. Наприклад: Людовик Благочестивий, Карл II Лисий, Роберт II Побожний, Людовик VI Товстий, Людовик VII Молодий, Людовик IX Святий, Філіп III Відважний, Філіп IV Красивий, Жан II Добрий.
1226—1270 р. — централізація держави за Людовика IX.
1302 р. — перший французький парламент — Генеральні штати.
Початок XV ст. — кінець Капетіанської династії.
1337—1453 р. — «Столітня війна» з Англією. Національний дух військ значно піднесла 17-річна дівчина, Жанна д'Арк, яка в 1429 році об'єднала французькі війська для захисту Орлеана. Її було схоплено, передано в руки англійців та засуджено. Загинула вона на багатті у місті Гавр за єресь.
1453 — «Столітня війна» з Англією завершилася перемогою Франції, Англійці були вигнані з усіх французьких земель (за винятком Кале). Релігійні і політичні переслідування, кульмінацією яких стали Релігійні війни (1562-98 рр.), продовжували краяти Францію протягом всього XVI ст.
XV ст. — приєднання до Франції Бургундії, Пікардії, Провансу, Бретані. Завершення територіального об'єднання країни.
У 1572 році, в Парижі, під час різні на Карнавалі у Варфоломіївську Ніч було вбито близько 3000 гугенотів. Пізніше гугенотам були гарантовані релігійні, цивільні і політичні права.
У 1574 р. королем Франції став Генріх III. Його вбив фанатик-чернець у 1589 р., але перед смертю він встиг оголосити своїм наступником Генріха Наваррського (Генріха IV). Він був протестантом і не здобув визнання французів. У 1593 р. Генріх IV відрікся від протестантської релігії і з словами «Париж вартий меси» прийняв католицизм.
1648 р. — Ельзас увійшов до складу Франції.

## Новий час

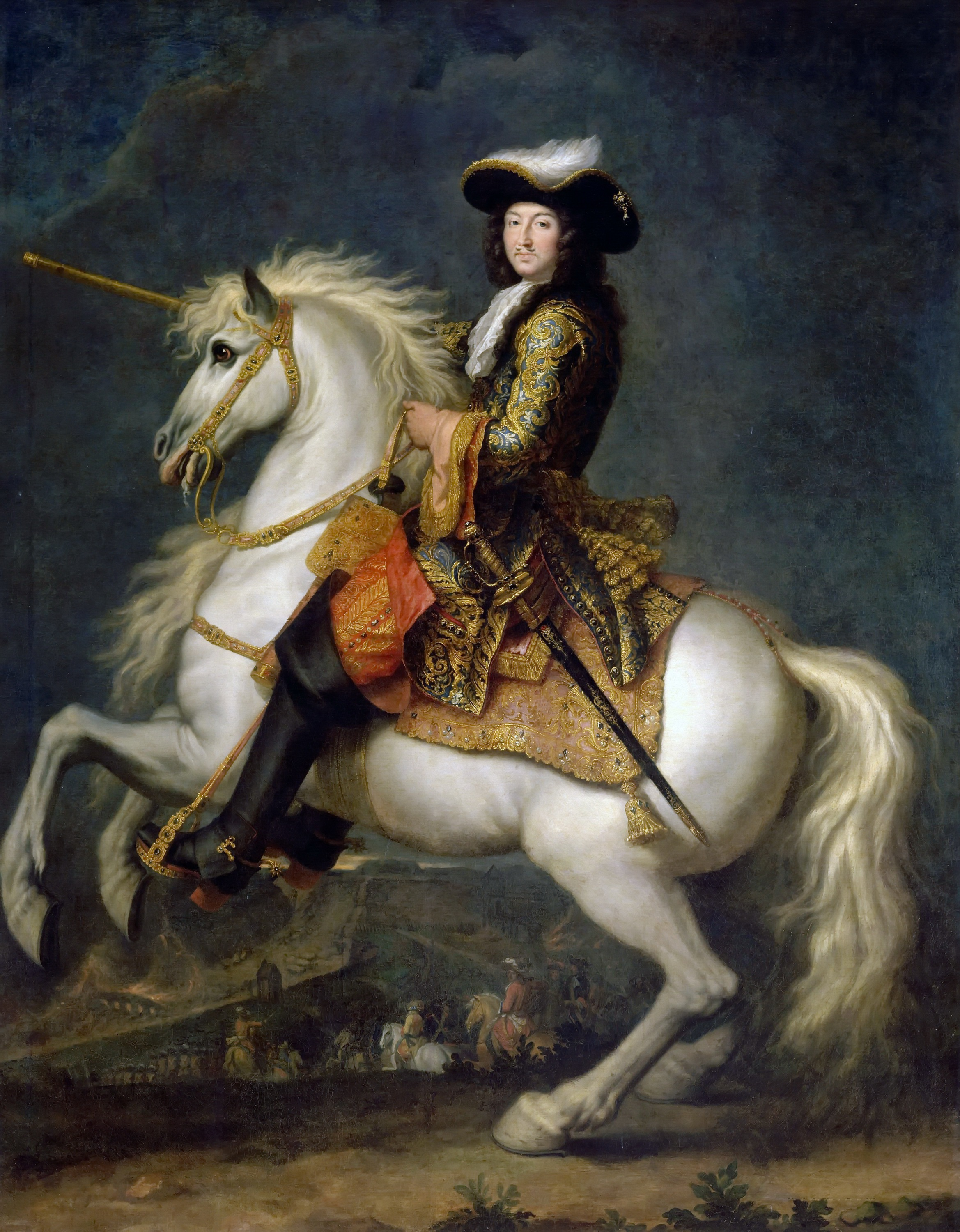
Людовик XIV («Король-Сонце»)

На початку XVII ст. країна потрапила під владу кардинала Рішельє, який домігся утворення абсолютної монархії і затвердив панування Франції в Європі.
У XVII ст. відбулася 30-річна війна з Австрією та Іспанією, кардинал Рішельє був призначений прем'єр-міністром. Після смерті його змінив італієць Мазаріні. Після смерті Мазаріні Людовик XIV («Король-Сонце»), який прийшов до влади, відмовився від прем'єр-міністрів і сам правив країною. При ньому королівський двір перенесено з Парижа в збудований у Версалі палац. Час правління Людовика XIV — час Мольєра, Лафонтена, Корнеля і Расіна. На поточні політичні події впливали придворні дами (пані де Помпадур). Людовик XIV вів сповнене розвагами життя. Перед смертю він сказав правнуку, Людовику XV: «Я дуже любив війну і будівлі. Не наслідуйте мене в цьому. Спробуйте допомогти своєму народу, чого я, на жаль, не зміг зробити».
XVIII ст. — епоха Просвітництва (Дідро, Вольтер, Руссо, Монтеск'є), ідеї встановлення «царства розуму».

### Революція 1789—1794
- Докладніше: Французька революція

14 липня 1789 паризька чернь штурмувала Бастилію — символ деспотизму. Революцією керували помірковано налаштовані лідери, але згодом до влади прийшли радикальні якобінці на чолі з Робесп'єром, Дантоном і Маратом. У липні 1790 року підписаний договір між Австрією, Росією, Іспанією і Пруссією про поділ французьких територій, укладений у Павії в липні 1791 року.
1792 р. — проголошення Франції республікою (перша Республіка), фактично здійснюючи диктаторський контроль над країною (Директорія). 1793 р. — скасування кріпацтва. Настав час Влади Терору (1793-94 рр.), коли були введені масові страти і закриті церкви. Революція обернулася проти своїх лідерів, страчених на гільйотині.

### Наполеон
1799 р. — державний переворот Наполеона Бонапарта. Наполеон Бонапарт. Прославившись завдяки ряду блискучих перемог за кордоном, Наполеон привласнив собі найвищу владу в 1799 році.
1804 р. — Бонапарт приймає титул імператора Франції — Наполеон І.
Почалася нескінченна серія воєн (Наполеонівські війни), внаслідок яких Франція домоглася контролю над значною частиною Європи. Франція — найвпливовіша держава в скореній нею Європі.
1812 р. — похід у Росію і загибель «Великої армії». Закінчилося все катастрофічною кампанією проти Росії у 1812 році, яка призвела до повалення Бонапарта і висилки його на крихітний середземноморський острів Ельба.
1814 р. — російські війська в Парижі. Реставрація Бурбонів.
1815 р. — повернення до влади Наполеона («Сто днів») і його остаточна катастрофа (битва під Ватерлоо). Франція повернута до дореволюційних границь. Англійці заслали Бонапарта на південно-атлантичний острів Святої Єлени, де він і помер у 1821 році.
Наполеона поважають у Франції як національного героя. Він опублікував Цивільний кодекс (Кодекс Наполеона), який покладено в основу системи законів сучасної Франції.

### Реставрація та друга й третя республіки
1830 р. — революція і встановлення буржуазної Липневої монархії.
1848 р. — нова революція і проголошення Другої республіки.
1852 р. — імператор Наполеон ІІІ відродив монархію.
1853—1856 р. — участь Франції в Кримській війні проти Росії.
1870—1871 р. — поразка Франції у франко-пруській війні.
1870 — Третя республіка створила державу з республіканськими традиціями.
1871 р. — Паризька комуна і її падіння.
1875 р. — прийнята конституція Третьої республіки.
XIX в. — завершення створення колоніальної імперії Франції.

## XX століття

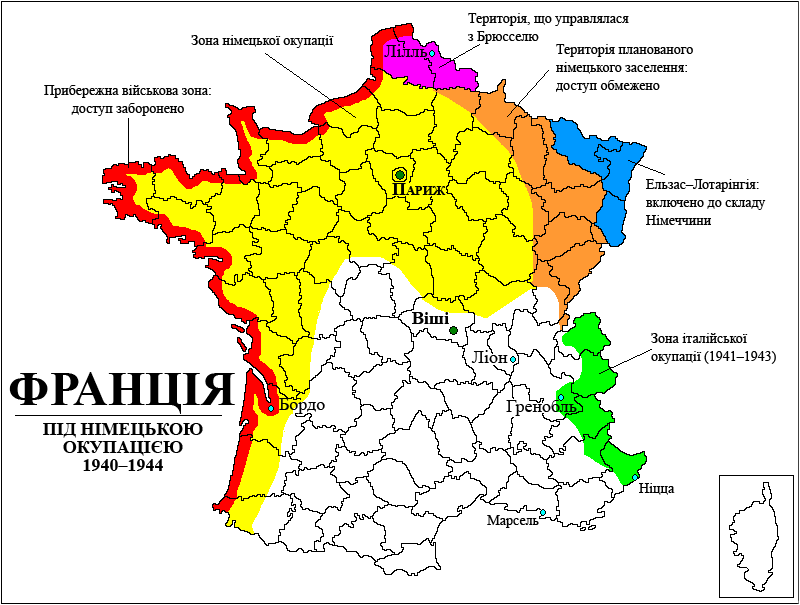
Франція під час німецької окупації (1940—1944).

1914—1918 — Перша світова війна, понад мільйон солдатів убитими, падіння рівня промислового виробництва. Франція повернула Ельзас і Лотарингію, одержала Саарську область, Того і Камерун.
1939—1945 — Друга світова війна. Під час війни Франція була окупована німецькими військами (1940 — 1944) і чинила опір. 6 червня 1944 союзницькі війська висадилися на берегах Нормандії і незабаром звільнили Париж.
1940—1944 Режим Віші — режим маршала Анрі Петена.
1946 — встановлена четверта (IV) республіка, яка зіткнулася з проблемами деколонізації (війна в Індокитаї, хвилювання в Тунісі, Марокко та Алжирі).

### Четверта республіка
Економічний розвиток Франції проходив украй нерівномірно. Лише в 1948 році обсяг промислового виробництва перевищив довоєнні показники. Наступного року було скасовано карткову систему, досягнуто рівня національного доходу, який Франція мала напередодні другої світової війни. 1950 року виробництво продукції сільського господарства зрівнялося з довоєнним рівнем. До 1948 року країна не могла подолати дефіциту в державному бюджеті.
Прийняття Францією плану Маршала і отримання триміліардної допомоги стимулювало темпи економічного розвитку (крім цього, близько 2 млрд доларів вона одержала за попередніми франко-американськими угодами). Початок 50-х років ознаменувався стабілізацією франка та цін. Обсяг промислового виробництва з 1952 по 1955 рік зріс на 27 відсотків, а у 1957 році він удвічі перевершив довоєнний рівень. Особливо швидко розвивались нові галузі: електроніка, нафтохімія, літакобудування, автомобілебудування.
Сільське господарство розвивалося повільніше, ніж промисловість. Його продукція перевершила 1957 року довоєнний рівень лише на 15 відсотків. Відбувалася, хоч і повільними темпами, технічне переозброєння сільськогосподарського виробництва (електрифікація, механізація, хімізація). Водночас тривала концентрація земельної власності. Франція стала значним експортером продовольства.
Вивіз капіталу за кордон скоротився і здійснювався у формі продуктивного, а не позичкового. Основна маса капіталовкладень тепер припадала на промисловість, сільське господарство й торгівлю в самій Франції. Французький капіталізм втрачав свій лихварський характер.
Важливою рисою французької економіки післявоєнного часу став швидкий розвиток державно-монополістичного капіталізму. Так, у державному секторі вироблялося 20 відсотків промислової продукції, націоналізовані банки зосереджували в своїх руках 35-40 відсотків капіталовкладень. Набуло поширення «державне програмування» економіки, що охоплювало як державний, так і приватний сектор. З 1946 року у Франції функціонує Генеральний секретаріат з планування, який розробляє плани економічного розвитку країни. Правда, французька система «програмування економіки» мас не обов'язковий, а рекомендаційний характер.
В 1947 році уряд приймає перший в історії Франції загальний план модернізації і реконструкції народного господарства, відомий під назвою «плану Монне» (за прізвищем його ініціатора). Після виконання «плану Монне» був розроблений «другий план» (1951-1957), над реалізацією якого країна працювала до кінця Четвертої республіки. Ці плани передбачали низку преференцій для новітніх галузей (кредити, контракти, забезпечення сприятливих податкових пільг тощо). В роки Четвертої республіки націоналізацію було припинено.
За переписом 1954 року понад 37 відсотків активного населення було зайнято в промисловості, понад 35-у сфері обслуговування, 28 — в сільському господарстві. Процес індустріалізації і урбанізації Франції прискорився, хоча його темпи відставали від аналогічних процесів у США, Японії, ФРН.
Наприкінці 1940-х років сталися важливі зміни у сфері трудових відносин: запроваджено 40-годинний робочий тиждень, оплачувані відпустки (до трьох тижнів), рівність в оплаті праці чоловіків та жінок, розширено мережу соціального страхування і допомоги безробітним. Проте у 1950-х роках ситуація змінилася. Правлячі партії зробили ставку на систему вільного підприємництва, лібералізацію ринкових відносин, тоді як структурна перебудова економіки, спричинена НТР. вимагала чіткого стратегічного планування, збільшення інвестицій, широкого залучення науково-технічних кадрів. Це спричинило відставання Франції за динамізмом розвитку від провідних світових держав, скорочення французького експорту на світовому ринку, загострення соціальної напруги в країні.
Розпад тристоронньої лівоцентристської коаліції. Діяльність урядів «третьої сили». Через рік після прийняття Конституції Четвертої республіки урядова коаліція, яка склалася з СФЮ, МРП і ФКП розпалася. 5 травня 1947 року прем'єр-міністр П.Рамадьє опублікував декрет про усунення з уряду міністрів-комуністів. яким інкримінували недотримання правил «урядової солідарності». Національні збори більшістю голосів схвалили це рішення.
Слід нагадати, що у перші повоєнні роки ФКП, 75 тисяч членів якої полягло в боротьбі за визволення країни, залишалася найчисленнішою та найвпливовішою серед інших компартій Заходу. Правда, її стратегію і тактику визначала Москва, хоч вказівок щодо організації у найближчому майбутньому збройного повстання для захоплення влади в країні, чи створення комуністичного «контруряду» у московських директивах того часу не виявлено. Під час війни та у перші повоєнні роки французькі комуністи за вказівкою Москви співробітничали з голлістами і цим зміцнили свій політичний вплив як провідна національна сила. Вони виступали активними провідниками радянської зовнішньої політики, її знаряддям.
Перші конфлікти в трипартійній системі виникли з приводу зовнішньополітичного курсу уря;.у П.Рамадьє, який солідаризувався з Великою Британією та США. підтримував «доктрину Трумена». Міністри-комуністи виступили проти цього курсу, так само як і проти урядових методів колоніальної політики. Та найгострішими виявилися розбіжності в царині соціально-економічних проблем.
У квітні 1947 року застрайкували робітники заводу «Рено», вони вимагали підвищення зарплати. Комуністи підтримали ці вимоги. їхні партнери по урядовій коаліції, СФЮ та МРП. виступили проти підвищення зарплати, мотивуючи свою позицію необхідністю боротьби зі зростанням цін, які з 1946 по 1957 рік зросли в 25 разів, тоді як зарплата за цей час збільшилася лише в 21 раз. тобто існувало відставання зарплати від рівня цін.
Зміна внутрішньополітичного становища у Франції та послаблення позицій комуністів у травні 1947 року викликали занепокоєння і невдоволення Кремля. З червня В.Молотов дав вказівку радянському посольству в Парижі запроси ти М.Тореза (лідера ФКП) та ознайомити його з листом секретаря ЦК ВК11(б) А.Жданова, в якому вказувалося, що французькі комуністи без погодження з Москвою припустилися помилки, проголосувавши в парламенті 4 травня 1947 року проти політики уряду П.Рамадьє в сфері заробітної плані. На думку дослідників, самовільна акція лідерів ФКП стала однією з причин відновлення Комінтерну, покликаного посилити координацію дій керівництва зарубіжних компартій з Кремлем.
Через рік після своєї відставки генерал де Голль кинув виклик Четвертій республіці і розпочав відкриту боротьбу за втілення в життя своїх ідей. Так почався другий етан голлістського руху, названого «політичним голлізмом», або «опозиційним голлізмом». У квітні 1947 року екс-прем'єр, будучи противником партій, виступив із заявою про створення під своїм керівництвом надкласової організації (асоціації)  — Об'єднання французького народу (РГІФ), завдання якого полягало у боротьбі за реформу конституції в дусі ідей, виголошених в Байо. Вже наприкінці літа того ж 1947 року РПФ нараховувало 1 млн осіб. Генерал поставився схвально до усунення комуністів з уряду, назвав їх «сепаратистами» і звинуватив у зраді національних інтересів країни. Таким чином, антикомунізм став невіддільною частиною настанов РПФ.
Деголлівське об'єднання не мало програми у звичному розумінні цього слова, заміняли її ідеї генерала, які дістали назву голлізму.
Ще в роки війни де Голль зрозумів неможливість відновлення довоєнних порядків, а тому наполягав на необхідності серйозних змін у керівництві економікою і політикою. Суть його головних ідей відзеркалювали слова «нація», «сильна держава», «велика Франція», «соціальні реформи».
Висхідним пунктом деголлівської доктрини була ідея «нації». Згідно з цією націоналістичною тенденцією де Голль вважав головною силою історичного процесу не класи, а нації. Класові інтереси, з його точки зору, мають приватний характер і тому їх слід підпорядковувати загальнонаціональним, виразником яких є держава. Щоб держава могла успішно відстоювати загальнонаціональні інтереси, вона повинна бути «сильною», тобто мати широкі повноваження і якнайменше залежати від партій. Боротьба партій і класів, на думку де Голля, підриває стабільність і авторитет уряду, послаблює націю, а отже, є шкідливою. Лише сильна держава, що спирається на підтримку всієї нації, здатна спрямувати її до вищої мети  — «величі». Важливим елементом політики, спрямованої на створення «сильної держави», «згуртування нації і досягнення величі», де Голль вважав соціальні реформи. До їх числа він відносив: відновлення всіх демократичних свобод, часткову націоналізацію, державний контроль над економікою, систему соціального страхування, покращення умов праці. Провідне зовнішньополітичне завдання голлізму зводилося до розв'язання проблеми національної незалежності.
Структура РПФ характеризувалася строгою централізацією та авторитаризмом, подібно до ФКГІ, все підпорядковувалося владі та ідеям його фундатора. В жовтні 1947 року РПФ взяла участь у муніципальних виборах і тріумфально перемогла, отримавши 40 відсотків голосів виборців. Проте головну ставку було зроблено на участь та перемогу на парламентських виборах, які припали на 1951 рік. Генерал домагався влади, але законним шляхом. Ще задовго до виборів він закликав до добровільно розпустити Національні збори. Несподіванкою для голлістів став новий виборчий закон, схваленні! Національними зборами напередодні виборів. Він передбачав заміну пропорційної системи виборів мажоритарною з правом апарантування, тобто можливістю партій укладати між собою угоди про об'єднання з метою отримати додаткові парламентські мандати. Генерал де Голль, як відомо, був принциповим супротивником будь-яких угод з політичними партіями і наполягав на тактиці «принципової опозиції», "відмови від співпраці з правлячими партіями. Хоча РПФ виборола на парламентських виборах до Національних зборів 118 мандатів, тобто більше ніж будь-яка інша партія (ФКГІ -103; СФЮ — 104; МРП — 85). але не набрала абсолютної більшості, необхідної для формування уряду. До того ж у таборі голлістів зростало невдоволення авторитаризмом генерала, що спричинило кадрові перестановки в об'єднанні, падіння впливу РПФ та врешті-решт його розпуск 1955 року.
Для блокування впливу комуністів та деголлівців в урядових колах виникла ідея «третьої сили». Суть її полягала в тому, що так звані «справжні республіканці» повинні були відстоювати середню лінію між комуністами і деголлівцями, виступати як проти перших, так і проти других. До нової урядової коаліції увійшли центристські партії: СФЮ, МРП і радикали. 1951 року місце соціалістів в уряді зайняли «помірковані», або «незаможні» (права партія, яка виникла 1948 року). Соціалісти перейшли в опозицію через незгоду із законом про субсидії релігійним школам.
Правоцентристська коаліція залишалася при владі до 1955 року. Повернення до влади в другій половині 1950-х років соціалістів не поліпшило справи: Четверта республіка переживала перманентні урядові кризи (з 1946 по 1958 рік змінилося 14 урядів), нестабільність урядового курсу, неспроможність розв'язати нагальні проблеми. Разом з тим уряди «третьої сили» припинили судові процеси проти вішістів. Ті з них, хто ще перебував у в'язницях, вийшли на волю. На 1951 рік було амністовано 24 тисячі вішістів із 40 тисяч засуджених.
Наприкінці 1940-х — першій половині 1950-х років відбулося ряд страйків. Найбільшим був виступ шахтарів восени 1948 року, які вимагали введення рухомої шкали зарплати. В лютому 1950 року уряд прийняв закон про колективні договори, в яких визначався мінімум зарплати. Після тритижневих страйків улітку 1953 року за участю 4 млн осіб уряд змушений був підвищити страйкарям заробітну платню.
Міжнародне становище та зовнішня політика. Найдошкульнішими для урядів Четвертої республіки виявилися зовнішньополітичні проблеми, які врешті-решт привели до її падіння. В першій половині 1950-х років головними серед них стали дві: переозброєння Західної Німеччини та колоніальні війни.
У роки Четвертої республіки відбулася зміна зовнішньополітичної орієнтації Франції. Спершу, за Тимчасового режиму, вона намагалася бути сполучною ланкою між СРСР та США. Після відставки де Голля країна переходить до односторонньої орієнтації на англо-американський блок та західноєвропейську інтеграцію.
Так, у березні 1948 року Франція виступала одним із фундаторів Західного союзу (Брюссельський пакт)  — договору про військову, економічну, культурну співпрацю; цього ж року вона започаткувала свою участь у плані Маршлла; навесні 1949 року в обмін на гарантію приєднання Саару погодилася на створення Тризонії, НАТО та Ради Європи. Доповідаючи в Національних зборах про заснування Організації Північноатлантичного договору (НАТО), міністр закордонних справ Робер Шуман запевнив, що НАТО буде знаряддям контролю над Німеччиною, яка ніколи не матиме змоги переозброюватися. 1950 року Франція з метою контролю над відновленням промислового потенціалу Західної Німеччини ініціювала створення Європейського об'єднання вугілля і сталі (ЄОВС); у 1954-1955 роках погодилася замість відхиленого у 1952 році Національними зборами проєкту «Європейського оборонного товариства»' на ремілітаризацію ФРН та її прийняття до НАТО (у відповідь СРСР анулював радянсько-французький договір про союз і взаємну допомогу від 1944 року).
Проте у другій половині 1950-х років ініціативу у подальшому розвитку інтеграційних процесів перебирають ФРН та країни Бенілюксу, які відіграли провідну роль і організації 1957 року на основі ЄОВС Європейського економічного товариства («Спільний ринок»). Франція втрачала свою роль, вплив та самостійність на міжнародній арені.
Колоніальні війни, які вели уряди Четвертої республіки, руйнували її структури і врешті-решт призвели до краху імперії. Франція була другою за значенням після Британії світовою колоніальною імперією. Якщо в метрополії після другої світової війни проживало 43 млн осіб, то в колоніях  — 52 млн.
Уряди періоду Четвертої республіки прагнули шляхом воєн та репресій попередити розпад імперії. В перші повоєнні роки Франція намагалася придушити національно-визвольний рух в Індокитаї  — в Лаосі та Камбоджі. 1946 року вона почала війну у В'єтнамі, яка завершилась 1954 року, але безрезультатно для метрополії. Щороку на цю війну витрачалося 100 млрд франків. За сім років воєнних дій у В'єтнамі загинуло 320 тис. французьких солдатів та офіцерів.
За цих умов найбільш далекоглядні політики пропонували переглянути колоніальну політику Франції в дусі неоколоніалізму, закликали відмовитися від безнадійних спроб силою зброї придушити національно-визвольну боротьбу і перейти до дипломатичних переговорів, надання політичної незалежності колишнім колоніям і таким чином зберегти економічні позиції метрополії. Провісником цього курсу став радикал П'єр Мендес-Франс, який очолив уряд навесні 1954 року. Цього ж році він ініціював переговори з В'єтнамом, які завершилися визнанням його незалежності, як і Лаосу та Камбоджі, зобов'язанням вивести упродовж 1954-1956 років французькі війська з регіону.
Міжпартійні суперечки, різні підходи в царині зовнішньої та колоніальної політики спричинили розкол у партії радикалів, поставили на грань розколу і партію французьких соціалістів. Саме ці обставини спричинили припинення повноважень Національних зборів та їхній розпуск у листопаді 1955 року, а, отже, й призначення дострокових парламентських виборів на січень 1956 року.
Участь у парламентських виборах 1956 року взяли дві провідні політичні сили: ФКГ1 та Республіканський фронт (блок соціалістів, радикалів, частини деголлівців) і Демократичний і соціалістичний союз Опору (ЮДСР) на чолі з Франсуа Міттераном. Жодне із угруповань не вибороло абсолютної підтримки з боку виборців (ФКП  — одержала 150 мандатів; СФЮ  — 95; радикали з ЮДСР  — 91, МРП  — 73, «незалежні»  — 95, деголлівці  — 21 мандат). Відкинувши пропозицію французьких комуністів щодо створення трипартійного уряду, лідери Республіканського фронту сформували уряд меншості, що зумовило хронічну нестабільність наступних урядів (з 1 лютого 1956 року і до падіння Четвертої республіки  — 28 травня 1958 року змінилося чотири прем'єри.) Для урядів, що формувалися після парламентських виборів, 1956 року, каменем спотикання виявилася саме колоніальна політика. Надавши незалежність Тунісу та Марокко, вони спіткнулися на алжирській проблемі.
Слід нагадати, що Алжир був однією з найперших колоній Франції  — з 1830 року. Тут проживало, окрім 9 млн арабського населення. 1 млн. 200 тисяч осіб європейців, переважно французів, у володінні яких були найкращі землі, промисловість, торгівля. Не дивно, що в метрополії Алжир розглядали як невіддільну частину Франції (на зразок Ельзасу та Лотарингії), він мав статус заморського департаменту. Коли 1954 року в Алжирі розпочався національно-визвольний рух за незалежність, усі французькі політичні партії, окрім ФКП. наполягали на його збройному придушенні. Проти алжирських повстанців діяла півмільйонна французька армія. Перший уряд, сформований після початку алжирських подій 1956 року, очолюваний соціалістом Гі Молле пообіцяв мирне розв'язання проблеми Алжиру, але натомість пішов на розширення воєнних операцій в регіоні. Окрім цього, уряд Гі Молле втягнувся ще в одну серйозну зовнішньополітичну авантюру  — у війну разом з Англією та Ізраїлем проти Єгипту, лідер якого Гамаль Абдель Насер здійснив націоналізацію Суецького каналу, внаслідок чого арабські держави бойкотували Францію, зменшивши на третину необхідні їй поставки нафти. Для Четвертої республіки зима 1957 року виявилася суворою: нестача бензину, застиглі шеренги автомобілів, зростання цін. До цього додалися страйки, пік яких припав на той же 1957 рік.
8 лютого 1958 року стався новий інцидент. Французька авіація бомбардувала на кордоні з Алжиром туніське селище Сакієт-Сіді-Юсеф, в якому перебували алжирські повстанські з'єднання. Бомбардування, мало виправдане з погляду міжнародного права, призвело до жертв серед мирного населення і викликало обурення в усьому світі, а також з боку французької громадськості. США та Велика Британія, ставлячись до Франції як до другорядної держави, запропонували створити спеціальну комісію для розгляду конфлікту, що було розцінено у французьких політичних колах як втручання у внутрішні справи держави. Одночасно з цим уряд Фелікса Гайяра, переживаючи суттєві економічні труднощі, запросив у США позику в 650 млн доларів взамін на право дислокації на французькій території американських ракетних баз. 15 квітня 1958 року уряд Ф.Гайяра подав у відставку, започаткувавши травневу урядову кризу, яка закінчилася 13 травня обранням нового прем'єра, члена МРП П'єра Пфлімлена. Це був останній уряд Четвертої республіки, який впав 28 травня 1958 року. Почалася «операція воскресіння де Голля».
1949 — вступ у блок НАТО.
1945-1954 — Війна у В'єтнамі і втрата Індокитаю.

## П'ята республіка
- Докладніше: П'ята французька республіка
- Хронологія подій періоду П'ятої республіки[fr]

1954 — початок війни в Алжирі.
1956 — Франція взяла участь у нападі на Єгипет (разом з Англією й Ізраїлем).
1957 — Франція стала членом ЄЕС.
1958 — у Франції генералом де Голлем встановлена п'ята (V) республіка.
1962 — Евіанські угоди про мир в Алжирі і втрата цієї колонії.
Після смерті Франсуа Міттерана (він помер у січні 1996 року), Президентом країни став Жак Ширак. Рішення президента про проведення ядерних випробувань на Полінезійському острові Муруроа та сусідньому атолі було визнане у самій Франції і за кордоном як образливе і незаконне. Випробування, оголошені Шираком «останніми», негативно вплинули на дипломатичні відносини Франції з країнами Тихого океану. Французькі тихоокеанські і Карибські колонії забили на сполох, вимагаючи незалежності.
1996 — припинення випробувань ядерної зброї в атмосфері.
2007 року Президентом Франції стає Ніколя Саркозі.
2011 року група Total отримала скоригований чистий прибуток у розмірі 13,9 млрд євро завдяки дуже високим цінам на чорне золото (максимум 147 доларів за барель) та активним операціям з переробки, внаслідок чого пролунали заклики до «націоналізації», звинувачення Total у накопиченні прибутку «за рахунок французів, які щодня бачать, як зростають ціни на бензин», мовляв, Total «сплачує лише 2,5 % корпоративного податку у Франції», тоді як малі та середні підприємства «платять понад 30 % податку на свій прибуток». 2014 року було прийнято Пакт про відповідальність та солідарність, з модернізованим оподаткуванням.
Згодом провели інші реформи:
- реформа трудового кодекса[fr][2]
- пенсійна реформа[fr][3]
- податкова реформа[4]
- план дій розвиток та трансформацію підприємств[5]
- закон модернізації медицини
- реформа залізниці
- стимулювання переходу на споживання зелену енергію.

Реформи супроводжувалися активними протестами.
Таким чином «лівий експеримент» Міттерана під тиском економічних проблем (бюджетний дефіцит, інфляція, безробіття, дефіцит платіжного балансу, девальвація франка) поступово розвернувся у бік економічного неолібералізму. З кінця 1990-х років під тиском ЄС приватизація держактивів поширилася на природні монополії (газо- та електропостачання, телекомунікації, залізничний транспорт), а також на аерокосмічну галузь. За даними Національного інституту статистики та економічних досліджень (INSEE), за 30 років (1984—2013) кількість компаній, у яких держава контролювала понад 50 % капіталу, зменшилася майже вдвічі (з 3500 до 1444), а чисельність їх працівників — на дві третини (з 2350 тис. до 800 тис. осіб).